# مرگ (تجسم)

یک طراحی غربی از مرگ به شکل یک اسکلت در حال حمل یک داس

مفهوم مرگ بعنوان یک موجود زنده از آغاز تاریخ در خیلی از جوامع حضور داشته است. در انگلیسی، مرگ غالباً با نام دروگر مرگ (به انگلیسی: Grim Reaper) خوانده می‌شود و از قرن پانزدهم به بعد به شکل یک اسکلت که یک داس دسته‌بلند حمل می‌کند و با یک شنل سیاه پوشیده شده است. مرگ همچنین با نام‌های دیگری چون شیطان مرگ و فرشته ظلمت و روشنایی نیز شناخته می‌شود. از اشارات مرتبط با وی در عهد جدید می‌توان به مکاشفه یوحنا اشاره کرد که نام وی را به عنوان یکی از چهار سوار آخرالزمان به همراه هادس برده‌است و به مرگ این قدرت داده شده‌است که یک چهارم زمین را با قحطی، جنگ و حیوانات وحشی نابود کند.